# 2022년 동계 올림픽 스피드스케이팅 여자 1500m
2022년 동계 올림픽 스피드스케이팅 여자 1500m 경기는 2022년 2월 7일 중화인민공화국 베이징 국가 스피드 스케이팅 체육장에서 열렸다. 경기 결과 네덜란드의 이레인 뷔스트가 올림픽 신기록을 세우며 여섯번째 금메달을 차지했다. 이로써 이레인 뷔스트는 5개 대회에 걸쳐 개인전에서 금메달을 획득한 최초의 올림픽 선수가 되었다. 은메달은 일본의 다카기 미호가, 동메달은 네덜란드의 안투아네터 더 용이 가져갔다.
지난 대회 우승자는 이레인 뷔스트로, 2010년 밴쿠버 동계올림픽 금메달, 2014년 소치 동계올림픽 은메달, 2018년 평창 동계올림픽 금메달을 차지해 강력한 우승후보로 떠올랐다. 현재 세계기록 보유자인 일본의 다카기 미호도 이레인 뷔스트와의 경쟁 우승후보로 점쳐졌다. 한편 지난 대회에서 동메달을 차지한 마릿 레인스트라는 이번 대회를 앞두고 은퇴하였다. 2021년 세계 종목별 스피드스케이팅 선수권 대회 1500m에서는 랑네 비클룬이 우승을 차지했으며, 브리타니 보와 예브게니야 랄렌코바가 각각 은메달과 동메달을 차지했다. 올림픽 직전 2021-22 ISU 스피드스케이팅 월드컵 1500m 종목의 4개 경기에서는 사토 아야노가 선두를 달렸으며, 브리타니 보와 다카기 미호가 뒤를 이었다. 다카기는 2021년 12월 5일 미국 솔트레이크시티 경기에서 1분 49초 99의 시즌신기록을 세운 바 있다.

## 예선
여자 1500m에는 총 30명의 선수가 진출할 수 있으며, 한 국가당 최대 3명까지 출전하도록 되어 있다. 2021-22 ISU 스피드스케이팅 월드컵에서 상위 20위에 오른 선수들이 우선 출전권을 부여받고, 나머지 출전권을 부여받지 못한 선수들의 순위를 따져 상위 10위까지 부여하게 된다. 선수 3명을 모두 내보내는 국가는 월드컵 랭킹만을 기준으로 선정하게 된다.
2021년 7월 1일 올림픽 출전 기준기록이 발표되었는데 1분 59초 50으로 지난 2018년 평창 때와 동일했다. 각 선수들은 국제빙상연맹 (ISU)이 공인한 대회에 출전해 해당 기록을 달성해야 하며, 기한은 2021년 7월 1일부터 2022년 1월 16일까지이다.

## 기록
경기가 열리기 전의 세계 기록과 올림픽 기록, 트랙 레코드는 다음과 같다.
| 유형 | 선수                   | 기록    | 장소                | 날짜            |
| ---- | ---------------------- | ------- | ------------------- | --------------- |
|      | 다카기 미호 (JPN)      | 1:49.83 | 미국 솔트레이크시티 | 2019년 3월 10일 |
|      | 요린 테르 모르스 (NED) | 1:53.51 | 러시아 소치         | 2014년 2월 16일 |

경기 종료 후 다음과 같은 신기록이 세워졌다.
| 날짜    | 조   | 선수          | 국가     | 시간    | 기록   | 출처 |
| ------- | ---- | ------------- | -------- | ------- | ------ | ---- |
| 2월 7일 | 12조 | 이레인 뷔스트 | 네덜란드 | 1:53.28 | OR, TR |      |

## 결과
| 순위 | 조 | 레인 | 이름                    | 국가                 | 시간    | 차이   | 비고 |
| ---- | -- | ---- | ----------------------- | -------------------- | ------- | ------ | ---- |
| 1    | 12 | I    | 이레인 뷔스트           | 네덜란드             | 1:53.28 |        | OR   |
| 2    | 15 | O    | 다카기 미호             | 일본                 | 1:53.72 | +0.44  |      |
| 3    | 11 | I    | 안투아네터 더 용        | 네덜란드             | 1:54.82 | +1.54  |      |
| 4    | 13 | I    | 사토 아야노             | 일본                 | 1:54.92 | +1.64  |      |
| 5    | 9  | I    | 마레이커 흐루네바우트   | 네덜란드             | 1:54.97 | +1.69  |      |
| 6    | 13 | O    | 프란체스카 롤로브리지다 | 이탈리아             | 1:55.20 | +1.92  |      |
| 7    | 15 | I    | 옐리자베타 골루베바     | 러시아 올림픽 위원회 | 1:55.30 | +2.02  |      |
| 8    | 10 | O    | 다카기 나나             | 일본                 | 1:55.34 | +2.06  |      |
| 9    | 7  | I    | 예브게니야 라렌코바     | 러시아 올림픽 위원회 | 1:55.74 | +2.46  |      |
| 10   | 14 | I    | 브리트니 보             | 미국                 | 1:55.81 | +2.53  |      |
| 11   | 10 | I    | 한메이                  | 중화인민공화국       | 1:56.08 | +2.80  |      |
| 12   | 14 | O    | 랑네 비클룬             | 노르웨이             | 1:56.46 | +3.18  |      |
| 13   | 12 | O    | 이바니 블롱댕           | 캐나다               | 1:56.49 | +3.21  |      |
| 14   | 11 | O    | 나데즈다 모로조바       | 카자흐스탄           | 1:56.85 | +3.57  |      |
| 15   | 9  | O    | 인치                    | 중화인민공화국       | 1:57.00 | +3.72  |      |
| 16   | 4  | O    | 예카테리나 슬로예바     | 벨라루스             | 1:58.41 | +5.13  |      |
| 17   | 6  | O    | 아허나얼 아다커         | 중화인민공화국       | 1:58.59 | +5.31  |      |
| 18   | 7  | O    | 예카테리나 아이도바     | 카자흐스탄           | 1:59.01 | +5.73  |      |
| 19   | 8  | O    | 나탈리아 체르본카       | 폴란드               | 1:59.03 | +5.75  |      |
| 20   | 5  | I    | 미아 킬버그             | 미국                 | 1:59.11 | +5.83  |      |
| 21   | 8  | I    | 니콜라 즈드라할로바     | 체코                 | 1:59.54 | +6.26  |      |
| 22   | 4  | I    | 옐레나 소흐랴코바       | 러시아 올림픽 위원회 | 1:59.58 | +6.30  |      |
| 23   | 5  | O    | 마리나 주예바           | 벨라루스             | 1:59.82 | +6.54  |      |
| 24   | 6  | I    | 매디슨 피어먼           | 캐나다               | 1:59.89 | +6.61  |      |
| 25   | 3  | O    | 미셸 우리크             | 독일                 | 2:00.20 | +6.92  |      |
| 26   | 1  | O    | 황위팅                  | 중화 타이베이        | 2:00.78 | +7.50  |      |
| 27   | 1  | I    | 엘리아 스머딩           | 영국                 | 2:01.09 | +7.81  |      |
| 28   | 3  | I    | 소피 카롤리네 헤우겐    | 노르웨이             | 2:01.57 | +8.29  |      |
| 29   | 2  | I    | 상드린 타스             | 벨기에               | 2:03.39 | +10.11 |      |
| 30   | 2  | O    | 마그달레나 치슈촌       | 폴란드               | 2:05.64 | +12.36 |      |

- i : 안쪽 레인(인 코스)에서 출발.
- o : 바깥쪽 레인(아웃 코스)에서 출발.

## 범례
|  | 세계 신기록                  |  |                   | 아프리카 신기록 |                      | Q | 예선 통과 |
|  | 올림픽 신기록                |  | 북아메리카 신기록 | DNS             | 경기를 시작하지 않음 |   |           |
|  |                              |  | 아시아 신기록     | DNF             | 경기를 마치지 않음   |   |           |
|  | 국가 신기록                  |  | 유럽 신기록       | DSQ             | 실격                 |   |           |
|  | 개인 최고 기록 (개인 신기록) |  | 오세아니아 신기록 | WD              | 기권                 |   |           |
|  | 시즌 최고 기록 (시즌 신기록) |  | 남아메리카 신기록 | NM              | 기록 없음            |   |           |